# Meshulam Zusha de Hannopil
Meshulam Zusha de Hannopil (en hebreo: משולם זושא מאניפולי) era conocido como el Rabino Zushia, fue un rabino ortodoxo del siglo XVIII (1718-1800), y uno de los grandes maestros jasídicos de su generación.
Era un discípulo del Rabino Dov Ber Ben Abraham, también conocido como el Maguid de Mezerich, junto a su hermano Elimelech de Lizensk, con quien pasó muchos años vagando por las comunidades judías por razones esotéricas, El Rabino Zusha era conocido por ser un hombre humilde y un inspirado Tzadik ("justo").
El Rabino Zusha nació en Tarnów, en Polonia. Era el segundo hijo de Mirel y Eliezer Lipa Lipman. Se desconoce su fecha de nacimiento, así como su infancia. Entre sus hermanos se encuentran Natán, el mayor, el futuro decano del tribunal rabínico de Estocolmo. Elimelech de Lizensk fue el autor de la obra Noam Elimelech. Su hermano Avraham residió en la ciudad prusiana de Königsberg (actualmente Kaliningrado, Rusia). El Rabino Zusha tenía dos hermanas llamadas Ita y Elka. En su juventud, estudió la Cábala según el método del Rabino Isaac Luria.